# Kralendijk

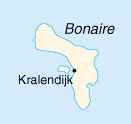
Kralendijk, Bonaire

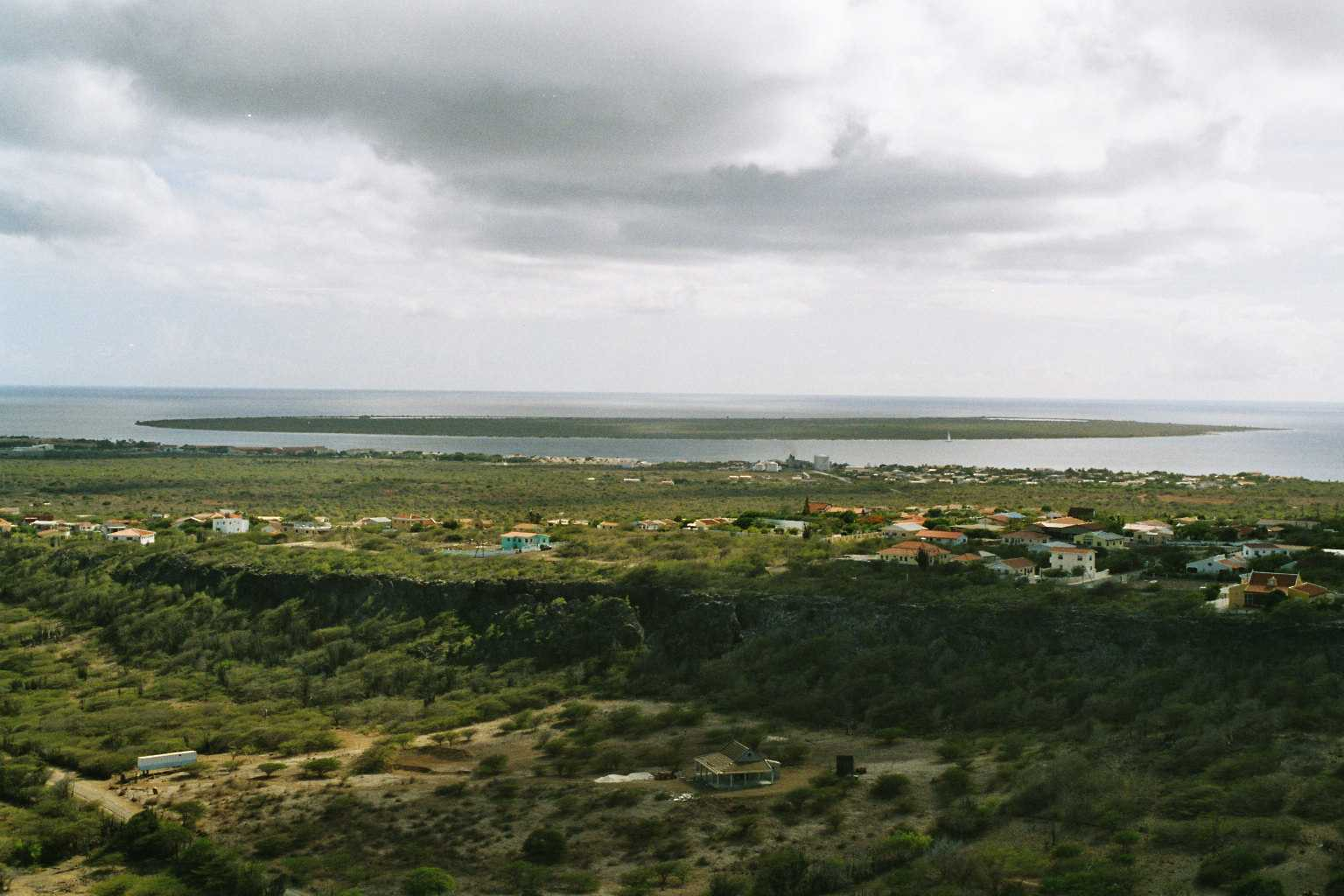
Hình ảnh Kralendijk và Klein Bonaire từ Seru Largu

Kralendijk là thủ phủ và cũng là hải cảng chính của đảo Bonaire, một hòn đảo của Hà Lan ở vùng biển Caribbean. Ngôn ngữ chính trong thị trấn là tiếng Papiamento, nhưng Tiếng Hà Lan và Tiếng Anh được sử dụng rộng rãi. Trong Tiếng Hà Lan, Kralendijk có nghĩa là "dải san hô" hay "rặng san hô". Tên trong tiếng Papiamentu của thị trấn là Playa hoặc "bãi biển". Đến năm 2006, thị trấn có dân số là 3.061.
Ngoài khơi bờ biển của Kralendijk là hòn đảo không có người ở Klein Bonaire, một thiên đường cho tắm và lặn biển.